# アポフェニア
アポフェニア（英: apophenia）とは、無作為あるいは無意味な情報の中から、規則性や関連性を見出す知覚作用のことである。少数の法則とも。1958年にドイツ人の心理学者クラウス・コンラッドが統合失調症の前駆症状を詳細に記述し、患者が最初に妄想を経験したという事実を反映するために、（ギリシャ語のapo [離れた場所] + phaenein）新語を作り出した。
ギャンブルなどのランダムな情報のパターンを模索する普遍的な傾向を暗示している。

## 例

### パレイドリア

僅かの顔の特徴で顔と認識する例

無作為な画像または音の一種を示す。一般的な例は、無生物の顔認識である。自動車のヘッドライトやグリルに笑顔を、月に人の顔や兎を見出す 。トーストや木目に聖人の顔を認識する。

### オーバーフィット
統計や機械学習では、過剰適合として知られる例である。統計モデルが信号ではなくノイズに適合する場合に発生し、一般化可能なパターンが母集団でなく特定のデータまたは観測結果に合致する。

### ギャンブラーの誤謬
ギャンブラーは、富くじ、カードゲーム、ルーレットの数字から傾向を見出す。

### 隠された意味
易断や占いは、大抵の人が意味のない偶然の出来事とみなすであろう目に見える分かりやすいパターンにしばしば基づく。